# ISO 3166-2:GY
کد ISO 3166-2:GY بخشی از استاندارد ایزو ۳۱۶۶ برای کشور گویان است که توسط سازمان بین‌المللی استانداردسازی ISO تنظیم شده‌است این سازمان، کدهای استاندارد را برای تقسیمات کشوری (ایالتها یا استانهای) کشورهای فهرست شده در استاندارد ایزو ۳۱۶۶-۱ تعریف می‌کند.
هر کد شامل دو بخش می‌گردد که توسط علامت - جدا می‌گردند.
- بخش نخست GY که در ایزو ۳۱۶۶-۱ آلفا-۲ کد کشور گویان است.
- بخش دوم شامل یک یا دو یا سه حرف است که بیان‌کننده استان یا ایالت کشور گویان می‌باشد.

## کدها
| کدها  | استان                       |
| ----- | --------------------------- |
| GY-BA | باریما-واینی                |
| GY-CU | کویونی-مازارونی             |
| GY-DE | دمرارا-ماهایکا              |
| GY-EB | بربیک شرقی-کورنتاین         |
| GY-ES | جزایر اسیکوییبو-دمرارا غربی |
| GY-MA | ماهایکا-بربیک               |
| GY-PM | پومرون-سوپنام               |
| GY-PT | پوتارو-سیپارونی             |
| GY-UD | دمرارا-بربیک علیا           |
| GY-UT | تاکوتو بالا- اسیکوییبو بالا |